# IC 4310
IC 4310 је лентикуларна галаксија у сазвјежђу Хидра која се налази на листи објеката дубоког неба у Индекс каталогу.
Деклинација објекта је - 25° 50' 44" а ректасцензија 13h 38m 57,0s. Привидна величина (магнитуда) објекта IC 4310 износи 12,3 а фотографска магнитуда 13,3. IC 4310 је још познат и под ознакама ESO 509-88, MCG -4-32-47, AM 1336-253, PGC 48258.